# Càncer de sins paranasals i cavitat nasal
El càncer de sins paranasals i cavitat nasal és un càncer de cap i coll causat per l'aparició i la invasió de cèl·lules malignes dels teixits que recobreixen els sins paranasals o la cavitat nasal.
El grup d'edat principal del càncer té entre 50 i 70 anys. El nombre de pacients masculins és dues vegades més gran que els pacients femenins.
Durant la fase inicial del càncer, els símptomes podrien ser obstrucció nasal, hipoòsmia, etc. Altres símptomes també apareixeran per la invasió a altres teixits com ara el paladar o el sòl orbitari. Les radiografies i la ressonància magnètica del del cap i coll poden contribuir al diagnòstic del càncer, mentre que la cirurgia normal, la radioteràpia i la quimioteràpia es poden utilitzar per al tractament del càncer.